# Zbigniew Łakomski
Zbigniew Marian Łakomski (ur. 9 września 1928 w Częstochowie, zm. 26 marca 2014 w Warszawie) – polski dziennikarz, działacz kombatancki.

## Życiorys
Zbigniew Łakomski był synem Mieczysława i Wandy. Pochodził z rodziny urzędniczej. W wieku 5 lat przeprowadził się do Warszawy. W czasie wojny do konspiracji wciągnął go wujek, kpt. Eugeniusz Kosiacki. Łakomski działał pod pseudonimem „Sulima” w Szarych Szeregach. Żołnierz 438. plutonu AK w obwodzie Ochota Armii Krajowej. W lipcu 1944 został mianowany starszym strzelcem W trakcie powstania warszawskiego walczył w bitwie pod Pęcicami. Po powstaniu do końca 1944 przebywał w niemieckim obozie, z którego udało mu się zbiec. Wieloletni przewodniczący koła Związku Powstańców Warszawskich.
Po wojnie zdał maturę w Łodzi. Przeniósł się do Szczecina, gdzie pracował jako dziennikarz w „Kurierze Szczecińskim” i studiował przez dwa lata na oddziale Poznańskiej Akademii Handlowej. Został skierowany na roczną szkołę przy Związku Zawodowym Dziennikarzy w Warszawie. Stamtąd dostał przydział w „Głosie Olsztyńskim”, skąd szybko wyjechał do Warszawy. W latach 50. rozpoczął pracę w „Trybunie Ludu” jako publicysta. Następnie był kierownikiem działu, sekretarzem redakcji i zastępcą redaktora naczelnego. W międzyczasie w latach 70. skończył studia na Wydziale Dziennikarstwa i Nauk Politycznych Uniwersytetu Warszawskiego. Był korespondentem na Węgrzech. Od 1984 do 1988 był dyrektorem Polskiego Ośrodka Kultury w Budapeszcie. W tym też roku przeszedł na emeryturę.
W 1950 został członkiem Stowarzyszenia Dziennikarzy Polskich. Współzakładał Stowarzyszenie Dziennikarzy Rzeczypospolitej Polskiej.
Pochowany w rodzinnym grobowcu na Starych Powązkach w Warszawie.

## Odznaczenia
- Krzyż Armii Krajowej
- Warszawski Krzyż Powstańczy
- Brązowy Medal „Za zasługi dla obronności kraju” (1973)[7]